# Gede (Vulkan)
Der Gede ist ein aktiver Stratovulkan in der indonesischen Provinz Jawa Barat im Westen der Insel Java. Der Vulkan liegt im Nationalpark Gunung Gede-Pangrango. Bei klarem Wetter können die beiden Spitzen von der Hauptstadt Jakarta aus gesehen werden; im näheren Umkreis liegen die Städte Cianjur, Sukabumi und Bogor.

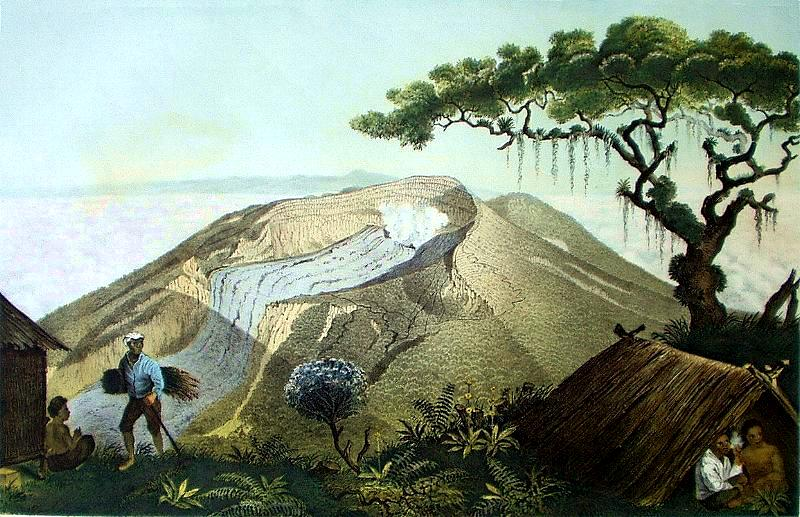
Gunung Gede. Zeichnung von Franz Wilhelm Junghuhn

Der Vulkan besteht aus zwei Gipfeln, dem zuletzt aktiven 2958 Meter hohen Gede und den mit 3019 Metern höheren Pangrango. Der Gipfelbereich des Vulkankomplexes wird von einer rund fünf auf drei Kilometer großen Caldera eingenommen, an deren Nordwestrand der Pangrango liegt. Der zuletzt aktive, steilwandige Krater des Gede liegt östlich der Caldera. An den Hängen des Vulkankomplexes finden sich Ablagerungen zweier großer Trümmerlawinen. Eine der Trümmerlawinen erreichte das Gebiet der heutigen Stadt Cianjur; knapp 20 Kilometer östlich des Vulkans. An den Hängen des Gede sind – zum Teil in historischer Zeit – viele Lavaströme herabgeflossen. Zwischen 1747 und 1957 brach der Gede über zwanzigmal aus; meist waren es kurze, explosive Eruptionen.